# Hydrocera
Hydrocera é um género botânico pertencente à família Balsaminaceae.
1. ↑  «Hydrocera — World Flora Online». www.worldfloraonline.org. Consultado em 19 de agosto de 2020